# Промивні барабанні грохоти
Промивні барабанні грохоти — промивальна машина.

Барабанні промивні грохоти застосовують при переробці легко- і середньопромивних руд крупністю до 300 мм. Вони мають велику продуктивність, при цьому митий продукт виходить у вигляді класів визначеної крупності. Барабанні грохоти і бутари практично не відрізняються від аналогічних апаратів, що застосовуються для класифікації . Але для інтенсифікації механічної дії на матеріал, що промивається, усередині барабана змонтовані подовжні ребра і, крім того, необхідною умовою процесу промивки є підведення води в середину грохота (витрата води від 2 до 10 м3/м3 матеріалу). В поперечному напрямку грохоти порогами розділені на секції, що дозволяє довше утримувати матеріал на просіювальній поверхні. На внутрішній поверхні барабанних грохотів закріплені утворюючі спіральну лінію смуги, які сприяють переміщенню матеріалу. Дріб'язок при цьому просіюється через отвори сита.
Зигзагоподібний рух матеріалу по просіювальній поверхні сприяє його розділенню за крупністю, а підйом і падіння — дезінтеграції.
Ефективне грохочення забезпечується при частоті обертання барабану n ≤ (0,3 — 0,4) nкр , а ефективна дезінтеграція — при частоті обертання n = (0,7 — 0,8) nкр , тому при промивці важкопромивних руд ці операції розділяють. Ефективність промивки в барабанних грохотах і бутарах складає 75 — 85 %.